# ساري لار (غرمي)
ساري لار (بالإنجليزية: Sarilar, Ardabil)‏ هي منطقة سكنية تقع في قسم انغوت الشرقي الريفي في إيران. يقدر عدد سكانها بـ 128 نسمة .